# Луценко Микола Григорович
Мико́ла Григо́рович Луце́нко (17 серпня 1945, с. Данилівка Ленінградського району Цілиноградської області, Казахстан) — український архітектор, лауреат Шевченківської премії 1983.
Здобув освіту в Новосибірському будівельному інституті (архітекторський факультет), який закінчив у 1968. У 1979— 94 працював головним архітектором проектів інституту «Дніпроцивільбудпроект».
Шевченківську премію здобув у 1983 разом з М. П. Бутенком, В. О. Стрельцовим (керівниками робіт), О. С. Молівєровим, А. П. Підвезком, Г. В. Ратушним (архітекторами, авторами проектів) за забудову і благоустрій центру м. Верхньодніпровська Дніпропетровської області. З 1995 — головний архітектор науково-виробничого об'єднання «Созидатель» (Дніпропетровськ). Серед реалізованих проектів — виробничий будинок на 650 місць інституту «Вологдацивілпроект» (1973), адміністративний будинок (1973–74) та готель на 150 місць (1975) Вологодського обкому КПРС, забудова центру м. Верхньодніпровськ (1979–89), мікрорайонів Парус і Комунар (1985–90), Фрунзенського житлового масиву (1989–90) та Червоноповстанської балки (конкурс, 1-а премія, 2006), житлові будинки на вул. Південна та Ливарна (1980–85), житловий комплекс на проспекті Героїв у Дніпропетровську.